# Río Bembézar
Río Bembézar är ett vattendrag i Spanien. Det ligger i den södra delen av landet, 300 km söder om huvudstaden Madrid.